# Перселл, Доминик
Доминик Хокун Миртвед Пёрселл (англ. Dominic Haakon Myrtvedt Purcell) — англо-австралийский актёр, снимающийся в американских фильмах и сериалах. Наиболее известен в роли Линкольна Барроуза в сериале «Побег» и Дрейка в фильме «Блэйд: Троица».

## Биография
Родился 17 февраля 1970 года.
Дед Доминика по отцовской линии — норвежец, выходец из Бергена, этим обусловлены норвежские вторые имена Доминика (Haakon Myrtvedt). В то же время бабушка по отцовской линии — американка ирландского происхождения.
В возрасте двух лет семья Пёрселла переехала из Англии в Сиднейский Бонди (Sydney’s Bondi), Австралия. Позже — в Западные Предместья. После просмотра фильма «Взвод» он решил стать актёром и поступил в  драматическую школу. Учился в «Австралийском театре для молодёжи» («ATPY»), позже был зачислен в «Западную академию исполнительских искусств»; там учился вместе с Хью Джекманом и там же встретил свою будущую жену Ребекку.
В юности занимался сёрфингом.

## Карьера
Актёрская карьера Пёрселла началась в 1990-х годах на австралийском телевидении. В 1991 году он появился в небольшой роли в мыльной опере «Домой и в путь». После переезда в США в 2000 году Пёрселл стал сниматься в таких голливудских блокбастерах, как «Миссия невыполнима 2» и «Эквилибриум», пока не получил главную роль в телевизионном сериале «Джон Доу». После окончания сериала сыграл главного злодея (вампира Дрэйка) в фильме «Блэйд: Троица».
В 2005 году Доминик Пёрселл получил роль Линкольна Барроуза в телесериале «Побег», которая стала одной из самых известных в его карьере. Актёр был утверждён на роль за три дня до съёмок пилотного эпизода.
С 2014 по 2016 год появлялся в гостевой роли суперзлодея Тепловой Волны в сериале «Флэш», в котором он воссоединился с коллегой по «Побегу» Уэнтуортом Миллером. Затем они оба стали сниматься в спин-оффе под названием «Легенды завтрашнего дня», на этот раз уже в главных ролях.

## Личная жизнь
В 2000 году Пёрселл получил вид на жительство в США и переехал в Лагуну-Бич вместе с женой Ребеккой и ребёнком (Джозеф родился в 1999). Уже после переезда у Доминика и Ребекки родились ещё трое детей — Одри (2001) и близнецы Лили и Аугустус (2003). В 2008 году актёр развёлся с женой.
С 2011 года встречался с актрисой Анной-Линн Маккорд. В 2014 году пара рассталась, однако в 2016 году восстановила отношения. В январе 2018 года Пёрселл и Маккорд вновь расстались.

## Фильмография
| Год       |    | Русское название        | Оригинальное название                       | Роль                                 |
| --------- | -- | ----------------------- | ------------------------------------------- | ------------------------------------ |
| 1991      | с  | Домой и в путь          | Home and Away                               | констебль Роджерс                    |
| 2000      | ф  | Миссия невыполнима 2    | Mission: Impossible II                      | Ульрих                               |
| 2001      | тф | Непобедимый             | Invincible                                  | Кит Грэйди                           |
| 2002      | ф  | Эквилибриум             | Equilibrium                                 | Симус                                |
| 2002—2003 | с  | Джон Доу                | John Doe                                    | Джон Доу                             |
| 2004      | ф  | Блэйд: Троица           | Blade: Trinity                              | Дрэйк (Дракула)                      |
| 2004      | с  | Доктор Хаус             | House M.D.                                  | Эд Сноу                              |
| 2004—2005 | с  | Северный берег          | North Shore                                 | Томми Раветто                        |
| 2005—2009 | с  | Побег                   | Prison Break                                | Линкольн Барроуз                     |
| 2006      | ф  | Осквернители могил      | The Gravedancers                            | Харрис МакКей                        |
| 2007      | ф  | Первобытное зло         | Primeval                                    | Тим Мэнфри                           |
| 2009      | ф  | Кровавый ручей          | Blood Creek                                 | Виктор Алан Маршалл                  |
| 2010      | ки | Побег: Теория заговора  | Prison Break: The Conspiracy                | Линкольн Барроуз                     |
| 2011      | с  | Касл                    | Castle                                      | Рассел Ганц                          |
| 2011      | ф  | Профессионал            | Killer Elite                                | Дэвис (Валлиец)                      |
| 2011      | ф  | Соломенные псы          | Straw Dogs                                  | Джереми Найлз                        |
| 2013      | ф  | Нападение на Уолл-Стрит | Bailout: The Age of Greed                   | Джим Бэксфорд                        |
| 2014      | ф  | Во имя короля 3         | In the Name of the King 3: The Last Mission | Хейзен Кейн                          |
| 2014      | ф  | Мотель                  | The Bag Man                                 | Ларсон                               |
| 2015      | ф  | В тисках                | Gridlocked                                  | Дэвид Хендрикс                       |
| 2014—2016 | с  | Флэш                    | The Flash                                   | Мик Рори / Тепловая Волна            |
| 2016—2021 | с  | Легенды завтрашнего дня | DC's Legends of Tomorrow                    | Мик Рори / Тепловая Волна            |
| 2017      | с  | Побег: Продолжение      | Prison Break                                | Линкольн Барроуз                     |
| 2017      | с  | Супергёрл               | Supergirl                                   | Мик Рори / Тепловая Волна            |
| 2017      | с  | Стрела                  | Arrow                                       | Мик Рори / Тепловая Волна            |
| 2019      | с  | Бэтвумен                | Batwoman                                    | Мик Рори / Тепловая Волна (земля-74) |
| 2021      | ф  | Кроваво-красное небо    | Blood Red Sky                               | Берг                                 |
| 2023      | ф  | Миссия ассасина         | Assassin                                    | Адриан                               |

## Награды и номинации
| Премия             | Категория                   | Год  | Фильм / Телесериал | Итог      |
| ------------------ | --------------------------- | ---- | ------------------ | --------- |
| AACTA              | Лучший актёр в сериале      | 2007 | Побег              | Награда   |
| Inside Film Awards | Лучший художественный фильм | 2009 | Балибо             | Номинация |